# Nelson Benítez
Nelson Pablo Benítez (Córdova (província da Argentina), 24 de maio de 1984), é um ex-futebolista argentino que atuava como zagueiro.

## Carreira
No início da época 2008/2009 transferiu-se FC Porto. Não se tendo conseguido impor no plantel, no início da época 2009/2010 foi cedido a título de empréstimo ao Leixões Sport Club. Em Outubro de 2009 foi cedido a título de empréstimo ao San Lorenzo, do campeonato argentino, para fazer face às várias lesões sofridas pelos jogadores do plantel que ocupavam a posição.

## Títulos
Lanús
- Campeonato Argentino de Futebol de 2007–08[carece de fontes?]

Porto
- Primeira Liga: 2008–09[carece de fontes?]
- Taça de Portugal: 2008–09[carece de fontes?]